# Заозерье (Демидовский район)
Заозерье — деревня в Демидовском районе Смоленской области России. Входит в состав Баклановского сельского поселения. Население — 2 жителя (2007 год).

## Географическое положение
Расположена в северо-западной части области в 35 км к северо-востоку от Демидова, в 32 км восточнее автодороги Р133 Смоленск — Невель. В 86 км южнее деревни расположена железнодорожная станция Ракитная на линии Москва — Минск.

## История
В годы Великой Отечественной войны деревня была оккупирована гитлеровскими войсками в июле 1941 года, освобождена в сентябре 1943 года..
В 1963 году указом Президиума Верховного Совета РСФСР деревня Шиши Демидовского сельского района переименована в Заозерье.